# Górnośląsko-Zagłębiowska Metropolia

Die Städte und Gemeinden der GZM auf der Karte der Woiwodschaft Schlesien

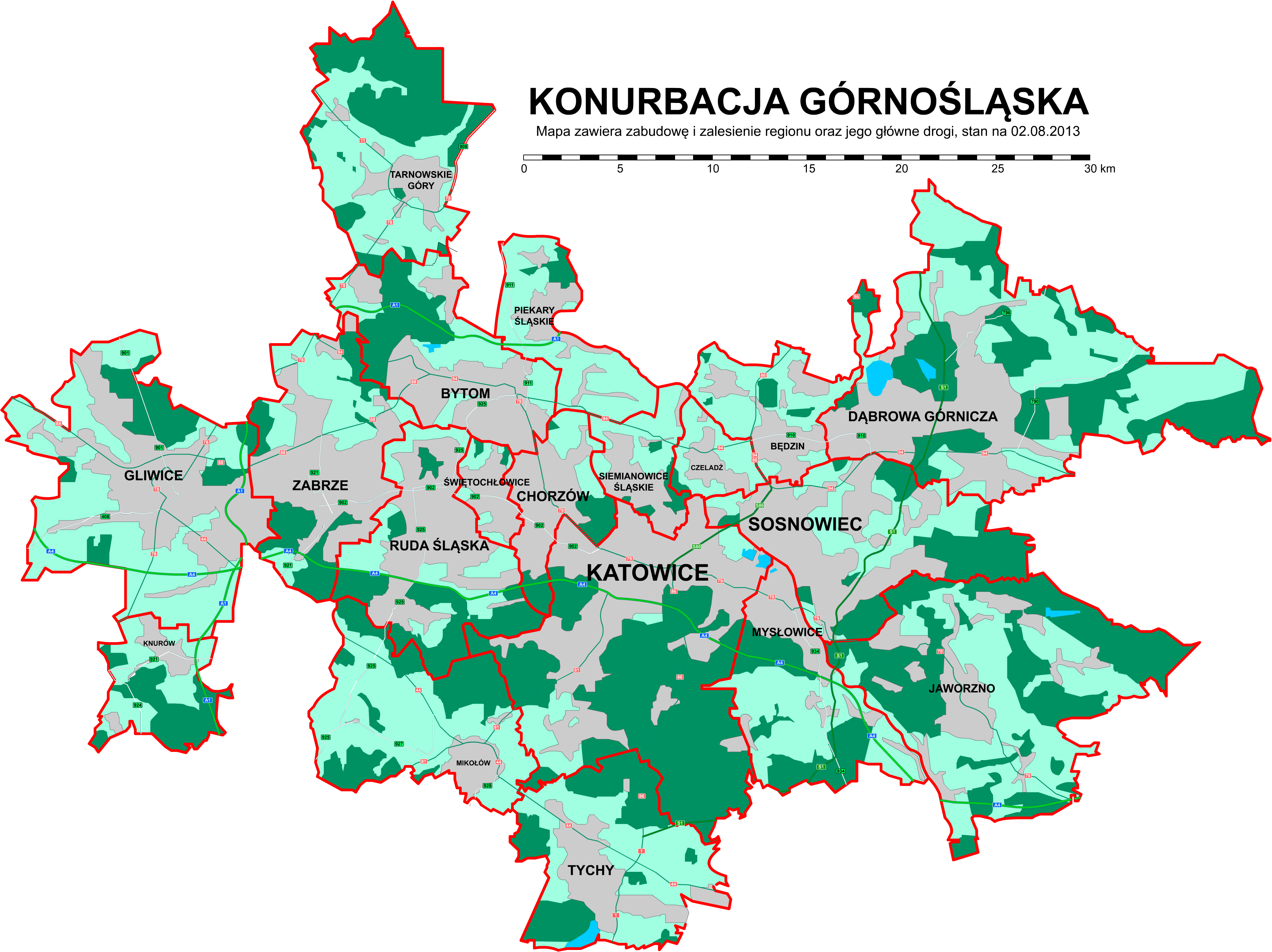
Der oberschlesische Ballungsraum nach GUS

Die Metropole GZM (polnisch Górnośląsko-Zagłębiowska Metropolia – Metropole Oberschlesien-Kohlenbecken) ist ein kommunaler Verband von 41 Städten und Gemeinden in der polnischen Woiwodschaft Schlesien im Ballungsraum der Metropolregion von Katowice. Sie zählt etwa 2,3 Millionen Einwohner und liegt an der Grenze zwischen zwei historischen Regionen, dem Industrierevier Oberschlesiens (Górny Śląsk) und dem Dombrowaer Kohlenbecken (Zagłębie Dąbrowskie).

Górnośląsko-Zagłębiowska Metropolia

## Geschichte und Zweck
Die GZM trat am 1. Juli 2017 an die Stelle des vom 8. Juni 2007 bis zum 28. Dezember 2017 existierenden Oberschlesischen Metropolverbandes (poln. Górnośląski Związek Metropolitalny).
Der Oberschlesische Metropolverband war aus 14 Städten des oberschlesischen Industriereviers und des ehemals kleinpolnischen Dombrowaer Kohlenbeckens gegründet worden, der neben Warschau größten Agglomeration in Polen. Zum 1. Januar 2013 waren die Städte Mysłowice, Ruda Śląska und Piekary Śląskie zwischenzeitlich aus dem  Oberschlesischen Metropolverband ausgeschieden.
Am 1. Juli 2017, auf Grundlage des am 9. Oktober 2015 angenommenen polnischen Metropolverbandgesetzes (Ustawa o związkach metropolitalnych), wurde ein neuer Metropolverband an der Stelle des bisherigen gegründet. Der neue Name Metropole Oberschlesien-Kohlenbecken ist ein Kompromiss zwischen den Bewohnern des ursprünglich oberschlesischen und des Dobrowaer Teils des neuen Metropolverbandes; letztere akzeptierten keine Namensvorschläge mit einem einseitig schlesischen Charakter, wie z. B. Metropolia Katowice, Metropolia Silesia oder Metropolia Górnośląska.
Zu den Hauptaufgaben der GZM gehört in der Folge vor allem die Koordination und Förderung der Infrastruktur, wie der Oberschlesischen Straßenbahn sowie die Verbesserung der Mittelabrufung von EU-Fördergeldern zu Gunsten der Region. Am 22. Juli 2017 wurde der Beschluss über die Einrichtung der Verwaltung des Metropolentransports (Zarząd Transportu Metropolitalnego, kurz ZTM) der GZM angenommen.
Angeschlossene Städte und Gemeinden der GZM sind Będzin, Bieruń, Bobrowniki, Bojszowy, Bytom, Chełm Śląski, Chorzów, Czeladź, Dąbrowa Górnicza, Gierałtowice, Gliwice, Imielin, Katowice, Knurów, Kobiór, Lędziny, Łaziska Górne, Mierzęcice, Mikołów, Mysłowice, Ożarowice, Piekary Śląskie, Pilchowice, Psary, Pyskowice, Radzionków, Ruda Śląska, Rudziniec, Siemianowice Śląskie, Siewierz, Sławków, Sosnowiec, Sośnicowice, Świerklaniec, Świętochłowice, Tarnowskie Góry, Tychy, Wojkowice, Wyry, Zabrze und Zbrosławice.